# Región Sierra de Juárez
La Región Sierra de Juárez es una de las ocho regiones en que se divide el estado mexicano de Oaxaca. Está integrada por los distritos de Ixtlán, Villa Alta y Mixe. Antiguamente se llamaba «Región Sierra Norte». En noviembre de 2022 fue renombrada como «Región Sierra de Juárez» en honor al presidente de México Benito Juárez, oriundo de la región.